# Eddie Vedder
 (novembre 2024).
Si vous disposez d'ouvrages ou d'articles de référence ou si vous connaissez des sites web de qualité traitant du thème abordé ici, merci de compléter l'article en donnant les références utiles à sa vérifiabilité et en les liant à la section « Notes et références ».
Eddie Vedder, de son vrai nom Edward Louis Severson III, né le 23 décembre 1964 à Evanston en Illinois, est un musicien américain, chanteur et guitariste du groupe Pearl Jam. 

## Biographie
Eddie Vedder est né à Evanston, une ville de banlieue située juste au nord de Chicago. Il est le fils de Karen Lee Vedder et de Edward Louis Severson Jr. Ses parents divorcent en 1965 alors qu'Eddie n'a qu'un an.
Sa mère, Karen, se remarie avec Peter Mueller. Eddie croit pendant des années qu'il est son véritable père.
Au milieu des années 1970, la famille, incluant Eddie et ses trois jeunes demi-frères, déménage à San Diego en Californie. Sa mère lui a offert une guitare pour son douzième anniversaire. Vers la fin de son adolescence, ses parents divorcent. Sa mère et ses demi-frères quittent la Californie pour revenir à Chicago, Eddie reste avec Peter Mueller pour ne pas changer d'école.
Eddie apprend alors que Edward Louis Severson Jr. est son véritable père. Il est alors déjà décédé de la sclérose en plaques. Eddie se rappelle l'avoir vu alors qu'il était plus jeune, mais croyait qu'il n'était qu'un ami de ses parents. Ce choc est raconté dans l'une des chansons phare de son groupe, Pearl Jam, intitulée Alive. 
Sa relation avec Peter Mueller devient plus tendue. Il abandonne l'école et rejoint sa famille à Chicago. Il prend le nom de Eddie « Vedder », nom de famille de sa mère.
En 1984, il est à San Diego, avec sa petite amie, Beth Liebling ;  il enregistre des cassettes démo et exerce différents emplois.

### Débuts
Vedder se crée des contacts dans le milieu musical, dont Brad Wilk qui devient le batteur de Rage Against the Machine, et se fait des amis dans un groupe qui produit des spectacles en hommage aux Red Hot Chili Peppers.
En 1988, il devient le chanteur du groupe Bad Radio. Avec ce groupe, il écrit et chante la chanson Better Man, basée sur la relation entre sa mère et son beau-père, Mueller. Cette chanson sera intégrée à l'album Vitalogy de Pearl Jam et deviendra populaire.
Après avoir quitté Bad Radio en 1990, un ami de Vedder, Jack Irons (qui fut batteur des Red Hot Chili Peppers puis, ensuite, de Pearl Jam), lui donne la cassette d'un groupe de Seattle qui recherche un chanteur. Vedder enregistre sa voix sur trois chansons qui deviennent Alive, Once et Footsteps. 
Les trois chansons racontent le parcours d'un jeune homme qui apprend la vérité sur sa réelle filiation (Alive), devient un tueur en série (Once), est arrêté et condamné à mort (Footsteps). 
Après avoir entendu la chanson, Stone Gossard et Jeff Ament, respectivement guitariste et bassiste, l’invitent à venir à Seattle passer une audition. Ils sont impressionnés par la voix d'Eddie et par le fait qu'il connaisse un peu Andrew Wood, le chanteur de Mother Love Bone. 
Peu après avoir rejoint le groupe qui devient Pearl Jam, Eddie Vedder est invité à chanter avec le groupe Temple of the Dog que Chris Cornell du groupe Soundgarden a créé en mémoire d'Andrew Wood.

### Pearl Jam
Chanteur baryton, Eddie Vedder joue de plusieurs instruments : de la guitare sur plusieurs chansons de Pearl Jam, à partir de leur deuxième album, Vs. au ukulélé, à la batterie, à cencerro, à l'harmonica, de l'accordéon et du sitar. À la fin des concerts, il lance parfois son tambourin à la foule. 
Il utilise le pseudonyme « Jerome Turner », pour signer ses contributions non musicales, tel que les pochettes et les livrets d’albums.  Il utilise aussi le pseudonyme « Wes. C. Addle », un jeu de mots pour « West Seattle » ( Seattle Ouest).
Il est timide lors de ses apparitions publiques. Cependant, il se sent concerné par les questions politiques et sociales des États-Unis et du reste du monde, et en fait part parfois dans ses chansons (Glorified G ou Bu$hleaguer, par exemple). Durant les concerts, il lui arrive souvent de parler entre deux chansons de l'actualité politique.[réf. nécessaire] Durant la prestation de Pearl Jam en 1992 à MTV Unplugged, il inscrit sur son avant-bras, à l'aide d'un marqueur, les mots Pro-choice (faisant référence à sa position favorable au droit à l'avortement).
En 1994, Pearl Jam participe à un spectacle Rock For Choice qui commémore l'anniversaire de l'assassinat du docteur David Gunn, tué un an auparavant pour avoir pratiqué des avortements. Ses prises de position, à gauche et humanistes, l'ont amené à soutenir la candidature de Ralph Nader en 2000, et de John Kerry en 2004. Il participe, avec Pearl Jam, à la tournée Vote for Change (en) organisée en 2004 par Bruce Springsteen contre la réélection de George W. Bush.
Eddie Vedder vient parfois au début des spectacles de son groupe, pour jouer une ou deux chansons, seul, et chauffer la salle avant l'arrivée du premier groupe.

### Autres œuvres
Il a joué en solo pour des trames sonores de films : Dead Man Walking, I Am Sam et Into the Wild. 
Il a composé deux chansons pour le documentaire Body of War, réalisé en 2007 par Ellen Spiro et Phil Donahue : No More et Long Nights. 
Il interprète et a écrit les textes des chansons du film Into the Wild, arrangées par le guitariste et compositeur canadien Michael Brook, sauf la reprise Hard Sun, écrite par Gordon Peterson.
Il a participé à l'enregistrement de chansons de nombreux artistes dont : Bruce Springsteen, Dave Matthews, U2, Alice in Chains, Soundgarden, Ben Harper, Tom Petty, Neil Young, Neil Finn, Beck, Mike Ness, Lyle Workman (en), Presidents of the United States of America, Mark Seymour, Robert Plant, Bad Religion, Red Hot Chili Peppers, Ministry, R.E.M., The Rolling Stones, The Strokes, Victoria Williams, My Morning Jacket, Kings of Leon, Sonic Youth, The Who, Nusrat Fateh Ali Khan, Supersuckers, Supergrass, Chris Cornell, Jack Johnson, Ramones, Iggy Pop, Cat Power, Zeke, Peter Frampton, G.E. Smith, Wolfmother, Sleater-Kinney, Mike Watt et même les membres restants de The Doors.
En 2001, il participe au concert de charité America : A Tribute to Heroes, en faveur des familles des victimes des attentats du 11 septembre.
Le nouvel album d'Eddie Vedder, sous son nom propre, sort le 31 mai 2011 avec le titre Ukulele Songs, accompagné d'un enregistrement Live d'un concert Water on the Road.
Le 12 décembre 2012, il participe au concert caritatif 12-12-12 The Concert for Sandy Relief au côté de Roger Waters ; il interprète les refrains chantés par David Gilmour sur l'enregistrement d'origine du morceau Comfortably Numb des Pink Floyd.
En 2021, il réalise l'essentiel de la bande originale du dernier film de Sean Penn, Flag Day, en écrivant et interprétant huit titres dont certains en duo. Sa fille Olivia interprète deux des titres. Les autres artistes sont Glen Hansard et Cat Power.
Début 2022, sort son troisième album solo intitulé Earthling, auquel collaborent Ringo Starr, Stevie Wonder, Elton John, Chad Smith (Red Hot Chili Peppers), et ses filles Olivia et Harper.

### Vie privée
(2022).
Eddie Vedder s'est marié à deux reprises, avec Beth Liebling dont il a divorcé en septembre 2000, puis avec Jill McCormick en 2010, mère de ses filles, Olivia, née le 11 juin 2004, et Harper, née le 23 septembre 2008,. Ami de Pete Townshend, il était un ami proche de Chris Cornell et de Johnny Ramone. 
Eddie allait à l'école San Dieguito High School qui est depuis connue comme étant la San Dieguito Academy. Il a donné 10,000$ à l'école pour la construction d'un théâtre.[réf. nécessaire]
Dans ses temps libres, Eddie est un surfeur et est concerné par la conservation de ce passe-temps. Il est un ami des surfeurs comme Kelly Slater et Laird Hamilton ainsi que de Jack Johnson et Ben Harper qui sont eux aussi passionnés de surf. Il est aussi préoccupé par les causes environnementales, portant même un tatouage avec le logo de Earth First! sur le mollet droit. Il est végétarien et milite en faveur de la cause animale. Il aime aussi le basket-ball. Il est un fan invétéré des Bulls de Chicago et s'est lié d'amitié avec Dennis Rodman qui fut un joueur de cette équipe. La chanson "Black, Red And Yellow" de Pearl Jam fait référence à Rodman. Le premier album de Pearl Jam est TEN, qui fait référence au numéro 10 porté par Mookie Blaylock de l'équipe de New Jersey Nets. Il est aussi un amateur de baseball et son équipe préférée sont les Cubs de Chicago. Il est bon ami avec le lanceur Kerry Wood. Il a chanté la célèbre Take Me Out to the Ball Game pour les Cubs à quatre reprises depuis 1998. En 2007, il lança la première balle de la partie au Wrigley Field, le terrain des Cubs.[réf. nécessaire]
Il s'engage aux côtés de David Lynch et de sa fondation pour permettre d'enseigner la Méditation transcendantale à un million d'enfants en difficulté, et de résoudre le problème de la violence scolaire[Quand ?]. 
Il participe au concert de bienfaisance qui a lieu le 3 avril 2009 au Radio City Hall de New York en présence de Paul McCartney, Ringo Starr, Moby, Sheryl Crow, Donovan, et Mike Love.

## Discographie
| Année | Groupe                                        | Titre | Label                          | Chansons jouées                                                                                               | Notes                                        |
| ----- | --------------------------------------------- | --- | ------------------------------ | --- | -------------------------------------------- |
| 1991  | Temple of the Dog                             | Temple of the Dog                                                                                               | A&M                            | Hunger Strike, Pushin Forward Back, Your Saviour, et Four Walled World                                        |                                              |
| 1991  | Pearl Jam                                     | Ten | Epic                           | Toutes | Album studio majeur                          |
| 1992  | Pearl Jam                                     | Stanley, Son of Theodore: Yet Another Alternative Music Sampler                                                 | Epic/Columbia                  | Alive (Live)                                                                                                  |                                              |
| 1992  | Pearl Jam                                     | Singles: Original Motion Picture Soundtrack                                                                     | Epic                           | Breath et State of Love and Trust                                                                             | Trame sonore                                 |
| 1993  | Pearl Jam                                     | Sweet Relief: A Benefit for Victoria Williams                                                                   | Thirsty Ear/Chaos              | Crazy Mary (avec Victoria Williams)                                                                           |                                              |
| 1993  | Eddie Vedder et Mike McCready                 | The 30th Anniversary Concert Celebration: Bob Dylan Tribute                                                     | Sony Records                   | Masters of War (Live)                                                                                         |                                              |
| 1993  | Bad Religion                                  | Recipe for Hate                                                                                                 | Epitaph/Atlantic               | American Jesus et Watch It Die                                                                                | Album studio de Bad Religion                 |
| 1993  | Pearl Jam                                     | In Defense of Animals                                                                                           | Restless                       | Porch |                                              |
| 1993  | Pearl Jam                                     | Vs. | Epic                           | Toutes | Album studio majeur                          |
| 1994  | Pearl Jam                                     | Vitalogy | Epic                           | Toutes | Album studio majeur                          |
| 1995  | Mike Watt                                     | Ball-Hog or Tugboat?                                                                                            | Columbia Records               | Big Train et Against The 70's                                                                                 |                                              |
| 1995  | Pearl Jam                                     | The Basketball Diaries: Original Motion Picture Soundtrack                                                      | Island                         | Catholic Boy (avec Jim Carroll et Chris Friel)                                                                | Trame sonore                                 |
| 1995  | Neil Young                                    | Mirror Ball | Reprise Records                | Peace & Love                                                                                                  |                                              |
| 1995  | Pearl Jam                                     | Merkin Ball | Epic Records                   | Toutes |                                              |
| 1996  | Eddie Vedder avec Nusrat Fateh Ali Khan       | Dead Man Walking: Music From And Inspired By The Motion Picture                                                 | Sony Records                   | Face Of Love et Long Road                                                                                     | Trame sonore                                 |
| 1996  | Pearl Jam                                     | Home Alive: The Art of Self Defense                                                                             | Epic                           | Leaving Here                                                                                                  |                                              |
| 1996  | Eddie Vedder avec Nusrat Fateh Ali Khan       | Dead Man Walking: The Score                                                                                     | Sony Records                   | Face Of Love et Long Road                                                                                     | Trame sonore                                 |
| 1996  | Fastbacks                                     | New Mansions in Sound                                                                                           | Sub Pop                        | Girl's Eyes                                                                                                   |                                              |
| 1996  | Pearl Jam                                     | M.O.M., Vol. 1: Music for Our Mother Ocean                                                                      | Interscope                     | Gremmie Out of Control                                                                                        |                                              |
| 1996  | Gary Heffern                                  | Painful Days | Y-records                      | Passin' Thru'                                                                                                 |                                              |
| 1996  | Pearl Jam                                     | No Code | Epic                           | Toutes | Album studio majeur                          |
| 1996  | Pearl Jam                                     | Hype!: The Motion Picture Soundtrack                                                                            | Sub Pop                        | Not For You (Live à la Radio Self-Pollution(Monkey Wrench Radio))                                             | Trame sonore                                 |
| 1997  | Eddie Vedder avec Hovercraft                  | Kerouac - kicks joy darkness                                                                                    | Rykodisc                       | Hymn |                                              |
| 1997  | Eddie Vedder et Mike McCready                 | Tibetan Freedom Concert                                                                                         | Capitol                        | Yellow Ledbetter (Live)                                                                                       |                                              |
| 1997  | Pearl Jam                                     | The Bridge School Concerts, Vol. 1                                                                              | Reprise                        | Nothingman (Live)                                                                                             |                                              |
| 1997  | Ramones                                       | We're Outta Here!                                                                                               | MCA                            | Any Way You Want It                                                                                           |                                              |
| 1998  | Pearl Jam                                     | Yield | Epic                           | Toutes sauf ●                                                                                                 | Album studio majeur                          |
| 1998  | Pearl Jam                                     | Chicago Cab: Soundtrack                                                                                         | Loose Groove                   | Who You Are et Hard to Imagine                                                                                | Trame sonore                                 |
| 1998  | Pearl Jam                                     | Live on Two Legs                                                                                                | Epic                           | Toutes | Spectacle enregistré                         |
| 1999  | Pearl Jam                                     | No Boundaries: A Benefit for the Kosovar Refugees                                                               | Epic                           | Last Kiss et Soldier of Love                                                                                  |                                              |
| 1999  | Pearl Jam                                     | M.O.M., Vol. 3: Music for Our Mother Ocean                                                                      | Hollywood                      | Whale Song |                                              |
| 1999  | Pete Townshend                                | Pete Townshend Live: A Benefit for Maryville Academy                                                            | Intersound Records             | Magic Bus (Live) et Heart To Hang Onto (Live)                                                                 |                                              |
| 1999  | Pearl Jam                                     | Movie Music: The Definitive Performances (Comprenant également Sony Music 100 Years: Soundtrack for a Century.) | Columbia/Epic/Legacy           | State of Love and Trust                                                                                       |                                              |
| 1999  | Pearl Jam                                     | Rock: Train Kept a Rollin' (Comprenant également Sony Music 100 Years: Soundtrack for a Century.)               | Sony Records                   | Black |                                              |
| 1999  | Eddie Vedder et Susan Sarandon                | Cradle Will Rock: Soundtrack                                                                                    | RCA                            | Croon Spoon                                                                                                   | Trame sonore                                 |
| 2000  | Pearl Jam                                     | Wild and Wooly: The Northwest Rock Collection                                                                   | Sub Pop                        | Even Flow (Live)                                                                                              |                                              |
| 2000  | Pearl Jam                                     | Binaural | Epic                           | Toutes | Album studio majeur                          |
| 2000  | Pearl Jam                                     | European Bootlegs                                                                                               | Epic                           | Toutes | Spectacles enregistrés                       |
| 2000  | The Supersuckers et Eddie Vedder              | Free the West Memphis 3                                                                                         | Koch Records                   | Poor Girl |                                              |
| 2001  | Pearl Jam                                     | North American Bootlegs, Volume 1                                                                               | Epic                           | Toutes | Spectacles enregistrés                       |
| 2001  | Pearl Jam                                     | North American Bootlegs, Volume 2                                                                               | Epic                           | Toutes | Spectacles enregistrés                       |
| 2001  | Wellwater Conspiracy                          | The Scroll And Its Combinations                                                                                 | TVT                            | Felicity's Surprise                                                                                           |                                              |
| 2001  | Pearl Jam                                     | Substitute: Songs from the Who                                                                                  | Edel America                   | The Kids Are Alright (Live)                                                                                   |                                              |
| 2001  | Eddie Vedder et Mike McCready avec Neil Young | America: A Tribute to Heroes                                                                                    | Interscope Records             | Long Road (Live)                                                                                              |                                              |
| 2002  | Eddie Vedder                                  | I Am Sam: Soundtrack                                                                                            | V2 Ada                         | You've Got to Hide Your Love Away                                                                             | Trame sonore                                 |
| 2002  | Neil Finn                                     | 7 Worlds Collide                                                                                                | Nettwerk                       | Take A Walk (Live), Stuff And Nonsense (Live), I See Red (Live), et Parting Ways (Live)                       |                                              |
| 2002  | Pearl Jam                                     | Riot Act | Epic                           | Toutes | Album studio majeur                          |
| 2003  | Eddie Vedder et Zeke                          | We're a Happy Family - A Tribute to Ramones                                                                     | Columbia                       | I Believe in Miracles et Daytime Dilemma (Dangers of Love)                                                    |                                              |
| 2003  | Cat Power                                     | You Are Free | Matador                        | Good Woman et Evolution                                                                                       |                                              |
| 2003  | Pearl Jam                                     | 2003 Bootlegs (Australia, Japan, and North America)                                                             | Epic                           | Toutes | Spectacles enregistrés                       |
| 2003  | The Who                                       | Live at the Royal Albert Hall                                                                                   | Steamhammer US                 | I'm One (Live), Gettin' in Tune (Live), Let's See Action (Live), et See Me, Feel Me (Live) (avec Bryan Adams) |                                              |
| 2003  | Pearl Jam                                     | Lost Dogs | Epic                           | Toutes sauf Sweet Lew et Brother                                                                              | Album de B-Sides et raretés                  |
| 2003  | Pearl Jam                                     | Big Fish: Music from the Motion Picture                                                                         | Sony Records                   | Man of the Hour                                                                                               | Trame sonore                                 |
| 2004  | Pearl Jam                                     | Hot Stove, Cool Music, Vol. 1                                                                                   | Fenway Recordings              | Bu$hleaguer (Live)                                                                                            |                                              |
| 2004  | Pete Townshend                                | Magic Bus/Live in Chicago                                                                                       | Compendia                      | Magic Bus (Live) et Heart To Hang Onto (Live)                                                                 | Spectacle enregistré                         |
| 2004  | Pearl Jam                                     | Riding Giants: Soundtrack                                                                                       | Milan                          | Go | Trame sonore                                 |
| 2004  | Pearl Jam                                     | Live at Benaroya Hall                                                                                           | BMG                            | Toutes | Spectacle enregistré                         |
| 2004  | Jack Irons                                    | Attention Dimension                                                                                             | Breaching Whale                | Shine On You Crazy Diamond                                                                                    | Album studio de Jack Irons                   |
| 2004  | Pearl Jam                                     | Songs and Artists that Inspired Fahrenheit 9/11                                                                 | Epic/Sony Music Soundtrax      | Masters of War (Live)                                                                                         |                                              |
| 2004  | Pearl Jam                                     | For the Lady | Rhino/WEA                      | Better Man (Live)                                                                                             |                                              |
| 2004  | Pearl Jam                                     | Rearviewmirror: Greatest Hits 1991-2003                                                                         | Epic                           | Toutes | Album des plus grands succès (Greatest Hits) |
| 2005  | Eddie Vedder et The Walmer High School Choir  | The Molo Sessions                                                                                               | Ten Club                       | Long Road, Love Boat Captain, et Better Man                                                                   |                                              |
| 2006  | Pearl Jam                                     | Pearl Jam | J Records                      | Toutes | Album studio majeur                          |
| 2006  | Eddie Vedder                                  | Dead Man Walking: Music From And Inspired By The Motion Picture: Legacy Edition                                 | Sony Records                   | Face Of Love (avec Nusrat Fateh Ali Khan), Long Road (avec Nusrat Fateh Ali Khan), et Dead Man                | Trame sonore                                 |
| 2006  | Pearl Jam                                     | Live at Easy Street                                                                                             | J Records                      | Toutes | Spectacle enregistré                         |
| 2006  | Eddie Vedder                                  | A Brokedown Melody: Original Soundtrack                                                                         | Brushfire Records              | Goodbye | Trame sonore                                 |
| 2007  | Pearl Jam                                     | Surf's Up: Music from the Motion Picture                                                                        | Sony Records                   | Big Wave | Trame sonore                                 |
| 2007  | Pearl Jam                                     | Live at the Gorge 05/06                                                                                         | Monkey Wrench                  | Toutes | Spectacle enregistré                         |
| 2007  | Eddie Vedder                                  | Into The Wild: Original Soundtrack                                                                              | J Records                      | Toutes | Trame sonore/album solo                      |
| 2007  | Eddie Vedder & The Million Dollar Bashers     | I'm Not There: Original Soundtrack                                                                              | Columbia                       | All Along the Watchtower                                                                                      | Trame sonore                                 |
| 2009  | Pearl Jam                                     | Backspacer | Monkey Wrench                  | Toutes | Album studio majeur                          |
| 2011  | R.E.M.                                        | Collapse into Now                                                                                               | Warner Bros                    | It Happened Today                                                                                             | 15e Album studio du groupe                   |
| 2011  | Eddie Vedder                                  | Ukulele Songs + Live Concert Film Water on the Road                                                             | Monkey wrench                  | Toutes, dont une avec Glen Hansard et une avec Cat Power                                                      | Album solo                                   |
| 2013  | Pearl Jam                                     | Lightning Bolt                                                                                                  | Monkey Wrench                  | Toutes | Album studio majeur                          |
| 2020  | Pearl Jam                                     | Gigaton | Monkey Wrench                  | Toutes | Album studio majeur                          |
| 2020  | Eddie Vedder                                  | Matter of time                                                                                                  |                                | | EP solo                                      |
| 2021  | Eddie Vedder                                  | Flag Day (Original Soundtrack)                                                                                  | Seattle Surf, Republic Records | | Album studio                                 |
| 2022  | Eddie Vedder                                  | Earthling | Seattle Surf, Republic Records | Toutes | Album studio                                 |

## Filmographie
- 1992 : Singles de Cameron Crowe
- Walk Hard:The Dewey Cox story
- 2011 : Pearl Jam Twenty  (documentaire) de Cameron Crowe
- 2013 : Made in America (documentaire) de Ron Howard : lui-même